# 14 Bamberger Artikel
Die Bamberger Artikel sind ein Katalog politischer Forderungen, die während der Märzrevolution in Bamberg am 4. März 1848 erhoben wurden. Sie sind die Bamberger Version der Märzforderungen.

## Hintergrund
Am 4. März 1848 fand im Theater am Schillerplatz eine Volksversammlung statt, an der über 1000 Bürger teilnahmen. Hauptverfasser der Forderungen war der republikanisch gesinnte Nikolaus Titus, der später Abgeordneter der Frankfurter Nationalversammlung wurde. Auch der Bamberger Arzt Heinrich Heinkelmann hatte bei der Erstellung mitgewirkt. Titus hat die Artikel verlesen und zur Abstimmung vorgelegt. Im Vergleich mit ähnlichen Forderungskatalogen waren die Bamberger Artikel besonders radikal und weitgehend. Sie umfasst dabei sowohl liberale, demokratische und sogar sozialistische Forderungen.

## Inhalt
Die insgesamt 14 Artikel lauten:
Art. 1: Vollkommene Pressefreiheit; das unveräußerliche Recht des menschlichen Geistes, seine Gedanken unverstümmelt mitzuteilen, darf uns nicht länger vorenthalten werden.
Art. 2: Wir verlangen Gewissens- und Lehrfreiheit. Die Beziehungen des Menschen zu seinem Gotte gehören seinem innersten Wesen an, und keine äußere Gewalt darf sich anmaßen, sie nach ihrem Gutdünken zu bestimmen. Jedes Glaubensbekenntniß hat daher Anspruch auf gleiche Berechtigung im Staate. Keine Gewalt dränge sich mehr zwischen Lehrer und Lernende. Den Unterricht scheide keine Konfession. 
Art. 3: Ein Gesetz über Verantwortlichkeit der Minister.
Art: 4: Wir verlangen Beeidigung des Militärs auf die Verfassung. Der Bürger, welchem der Staat die Waffen in die Hand gibt, bekräftigte gleich den übrigen Bürgern durch einen Eid seine Verfassungstreue.
Art. 5: Aufhebung aller feudalen Lasten.
Art. 6: Wir verlangen persönliche Freiheit und unbeschränkte Wahlfreiheit. Die Polizei höre auf, den Bürger zu bevormunden und zu quälen. Das Vereinsrecht, ein frisches Gemeindeleben, das Recht des Volkes sich zu versammeln und zu reden, das Recht des Einzelnen sich zu ernähren, sich zu bewegen und auf dem Boden des deutschen Vaterlandes frei zu verkehren, seien infüro ungestört.
Art. 7: Wir verlangen Vertretung des Volkes beim Deutschen Bunde. Dem Deutschen werde ein Vaterland und eine Stimme in dessen Angelegenheiten. Gerechtigkeit und Freiheit im Innern, eine Feste Stellung dem Auslande gegenüber gebühren uns als Nation.
Art. 8: Wir Verlangen eine volksthümliche Wehrverfassung. Der waffengeübte und bewaffnete Bürger kann allein den Staat schützen. Man gebe dem Volke Waffen und nehme von ihm die unerschwingliche Last, welche die stehenden Heere ihm auferlegen.
Art. 9: Wir verlangen eine gerechte Besteuerung. Jeder trage zu den Lasten des Staates nach Kräften bei. An die Stelle der bisherigen Besteuerung trete eine progressive Einkommenssteuer.
Art.10: Wir verlangen, daß die Bildung durch Unterricht Allen gleich zugänglich werde. Die Mittel dazu hat die Gesamtheit in gerechter Vertheilung aufzubringen.
Art. 11:Wir verlangen Ausgleich des Mißverhältnisses zwischen Arbeit und Kapital. Die Gesellschaft ist schuldig die Arbeit zu heben und zu schützen.
Art. 12: Wir verlangen Gesetze, welche freier Bürger würdig sind und deren Anwendung durch Geschwornen-Gerichte. Der Bürger werde von dem Bürger gerichtet. Die Gerechtigkeitspflege sei Sache des Volkes.
Art. 13: Wir verlangen eine volksthümliche Staatsverwaltung.
Das frische Leben eines Volkes bedarf freier Organe. Nicht aus der Schreibstube lassen sich seine Kräfte regeln und bestimmen.
An die Stelle der Vielregierung der Beamten trete die Selbstregierung des Volkes.
Art. 14: Wir verlangen Abschaffung aller Vorrechte. Jedem sei die Achtung freier Mitbürger einziger Vorzug und Lohn.
Wir protestieren hiemit feierlichst gegen alle ohne Beirath und Zustimmung des gesamten Volkes gefaßten Beschlüsse und fordern alle Einwohner Bambergs auf, bei der im Rathaussaale stattfindenden Wahl für ein neues Comite der Volksversammlungen sich möglichst zahlreich zu betheiligen.